# Лыжное двоеборье на зимних Олимпийских играх 1952
Соревнования по лыжному двоеборью на зимних Олимпийских играх 1952 в Осло прошли с 17 по 18 февраля. Был разыгран 1 комплект наград. В соревнованиях приняло участие 25 спортсменов из 11 стран.

## Медалисты
| Вид     | Золото                  | Серебро               | Бронза                    |
| ------- | ----------------------- | --------------------- | ------------------------- |
| Мужчины | Симон Слоттвик Норвегия | Хейкки Хасу Финляндия | Сверре Стенерсен Норвегия |